# 阜山镇
阜山镇，是中华人民共和国山東省烟台市招远市下辖的一个乡镇级行政单位。

## 行政区划
阜山镇下辖以下地区：
栾家河村、西观阵村、于家夼村、下刘家村、许家庄村、东观阵村、东上刘家村、梅家沟村、杨家营村、徐家沟村、下连庄村、潘家村、潘王家村、扒山蒋家村、周家庄子村、青山陈家村、青山王家村、青山李家村、解家村、史家村、水旺庄村、林家埃子村、扒山路家村、西大夼村、东大夼村、乐土夼村、小周家村、吕家村、栾家店村、栾家沟村、东李家庄村、九曲蒋家村、九曲村、南院庄村、庙后吕家村、北院庄村、东小庄村、张邴堡村、大涝泊村、东温家庄村、小涝泊村、东高家庄村、大疃村、李家沟村、百尺堡村、岚东村、东李格庄村、大高家村、高家岭村、草店村、东汪家村、东马家村、小梁家村、大梁家村、刘家疃村、凤凰夼村、峰山后村、龙王沟村、三合庄村、六合庄村、金家沟村、韩家村、观上陈家村、秦家沟村、牟疃姜家村、东杨家庄村、冯草洼村、牟疃村、万家村、下观堡村、古山屯村、东罗家村、迟家村、西罗家村、老马思家村、宁家村、西涝泊村和阎家村。

## 人口
2010年中国第六次人口普查时，阜山镇共有人口49749人。共有家庭18497户，平均每户2.50人。14岁以下的少年儿童共5740人，占总人口11.53%；15-64岁人口共37650人，占总人口75.67%；65岁及以上的老年人共6359人，占总人口的12.78%。男性共计26790人，占总人口53.85%；女性共计22959，占总人口46.14%。本地居住的人口中，拥有本地户籍的人口为43334人，占87.10%。